# 奈義町立図書館
奈義町立図書館（なぎちょうりつとしょかん）は、岡山県勝田郡奈義町にある公立図書館。
奈義町のほぼ中心部、奈義町役場や奈義町文化センター、奈義保育園などの公共施設が集まるセンターゾーン沿いに位置し、建築家の磯崎新、現代美術作家の荒川修作とマドリン・ギンズ、岡崎和郎、宮脇愛子の作品による常設展示からなる奈義町現代美術館との複合施設として、1994年（平成6年）4月25日にオープンした。受付は現代現代美術館と共通であり、向かって左側が奈義町立図書館である。1階には2部屋の町民ギャラリーがあり、2階には5万冊収蔵の開架閲覧室がある。開架閲覧室の壁面は四周すべてに書架が設置されている。

## 運営の基本方針
（この節の出典：）
奈義町立図書館はモットーとして「つながる ひろがる 図書館はみんなの知恵袋」を掲げている。

## 利用案内
（この節の出典：）

### 開館時間
- 火・木曜日 10：00 - 18：00
- その他の曜日 9：30 - 17：00

### 休館日
- 月曜日、祝日の翌日、年末年始、整理休館日（月1回）

### 館外貸出
図書の館内利用は誰でも可能である。
館外貸出は、奈義町、津山圏域（津山市・美作市・勝田郡・英田郡・久米郡・苫田郡）の住民が対象である。
貸出日数：14日間
貸出点数：図書・雑誌（最新号以外）は期間中読める冊数、視聴覚資料のうち、音楽資料（CDなど）、映像資料（DVDなど）は各2点ずつ貸出できる。

## コレクション
（この節の出典：）

### 奈義町現代美術館作家関係資料
奈義町現代美術館・奈義町立図書館を設計した建築家の磯崎新、常設展示を制作した現代美術作家の荒川修作とマドリン・ギンズ、岡崎和郎、宮脇愛子の著作及び関連資料を収集。併せて館内にコーナーを設けて展示。

### 堰八正隆文庫
教育コーディネーター堰八正隆（せきはちまさたか）の著作及び蔵書を収集。併せて館内にコーナーを設けて展示。

### さんぶたろう関係資料
岡山県北、美作地方一帯を中心に分布する巨人伝説・民話である「さんぶたろう（さんぶ太郎・三穂太郎）」に関する著作及び関連資料を収集。

図書館中3階北
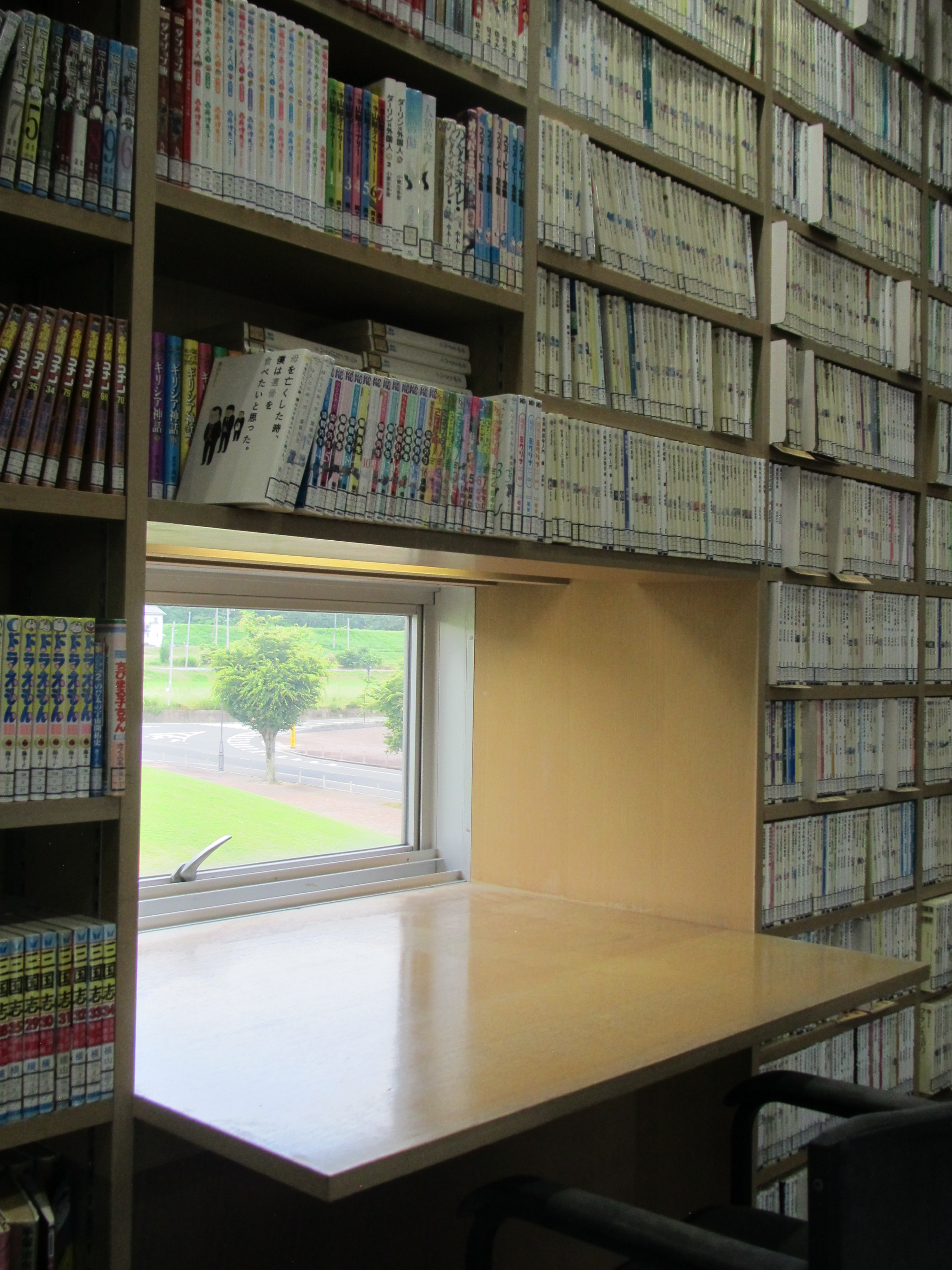
図書館中3階北読書席
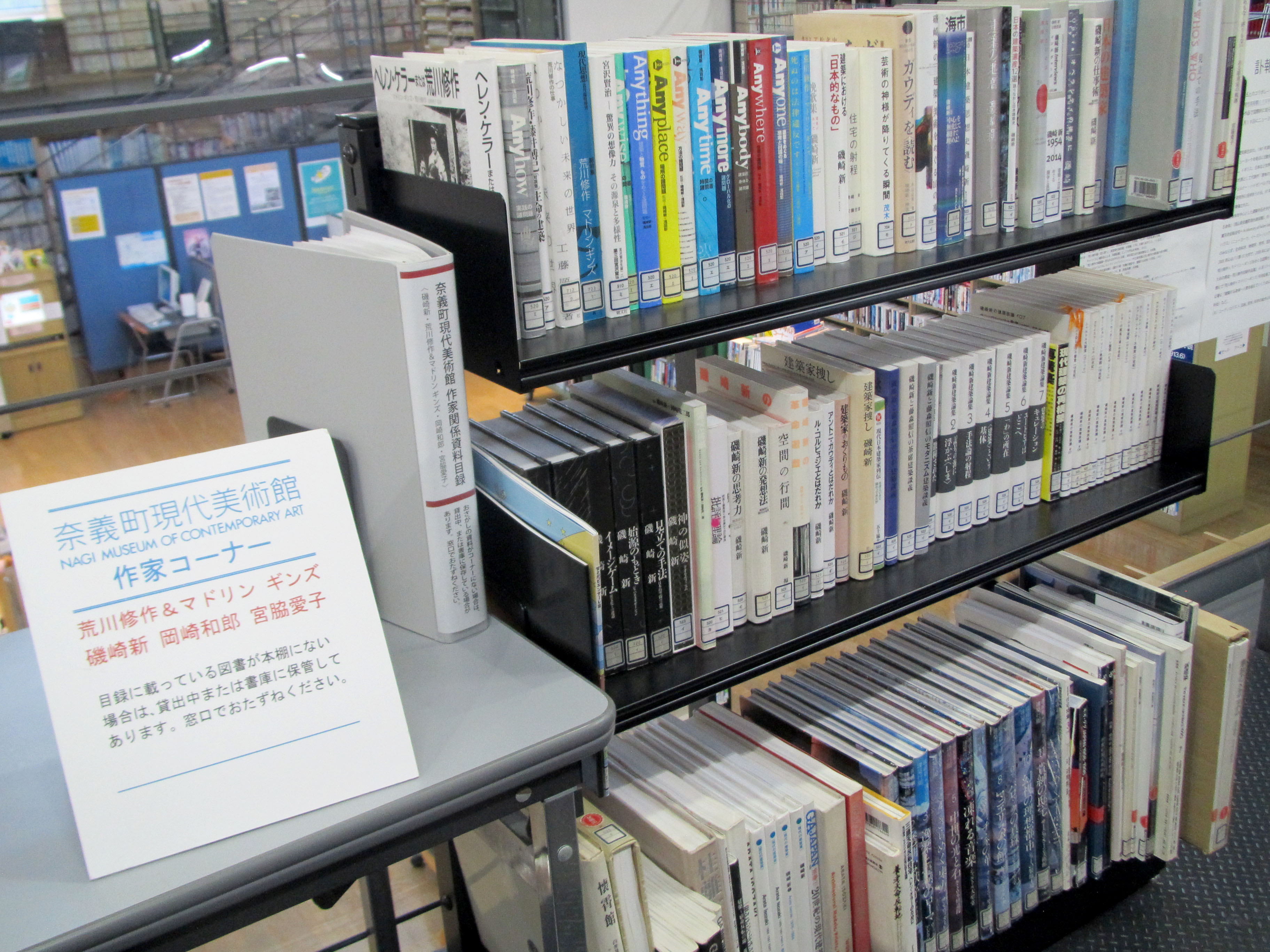
奈義町現代美術館作家コーナー
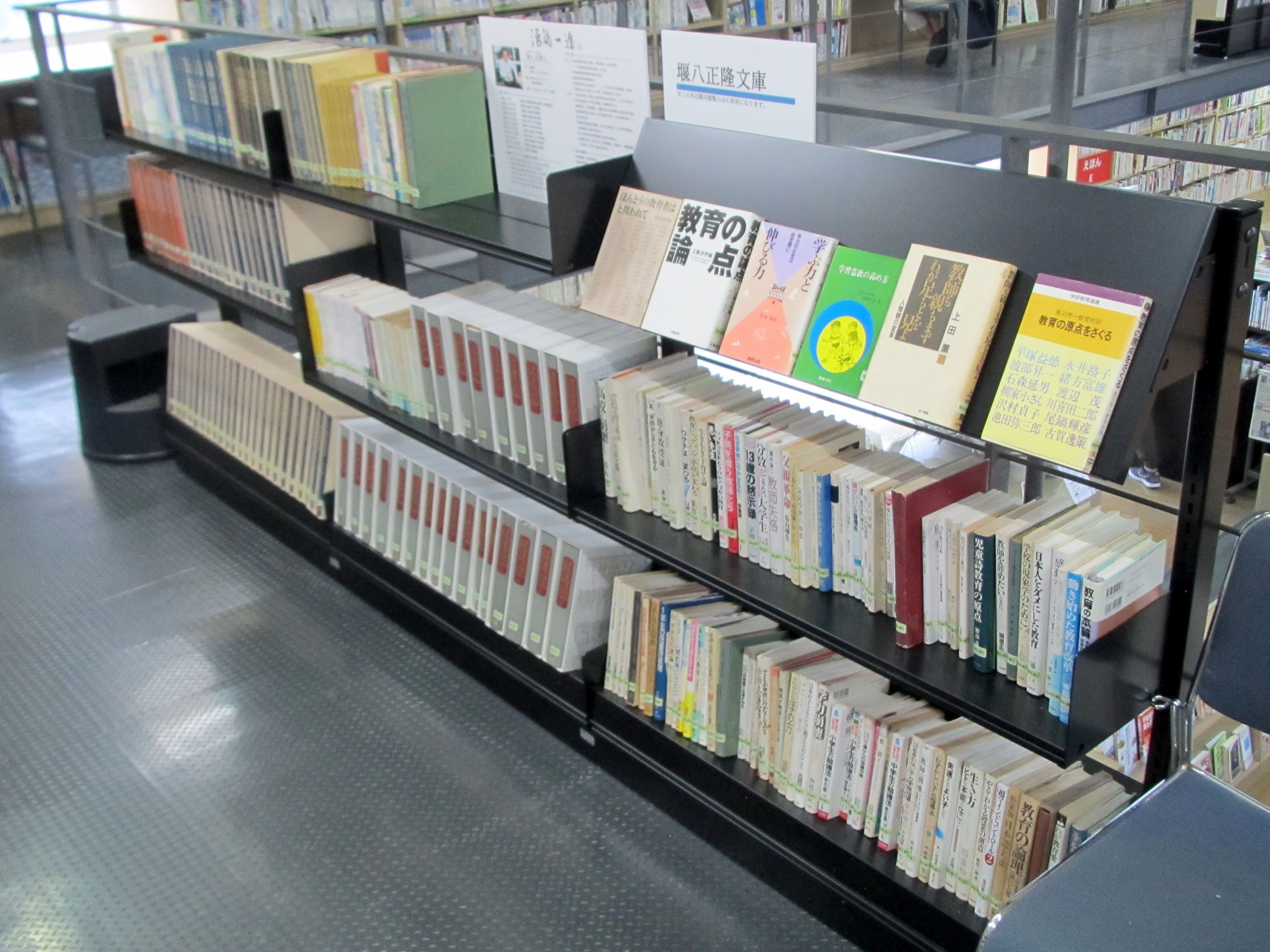
堰八正隆文庫